# Coro azzurro
Coro azzurro è un singolo del trio comico italiano Gli Autogol e del produttore discografico italiano Dj Matrix  pubblicato il 28 maggio 2021.

## Descrizione
Il brano ha visto la collaborazione della cantante italiana Arisa e del rapper Ludwig ed è stato realizzato per sostenere la Nazionale di calcio dell'Italia al campionato europeo di calcio, originariamente previsto per l'estate 2020 ma rinviato all'anno successivo a causa della pandemia di COVID-19. A proposito del singolo, Gli Autogol hanno dichiarato:
Il brano è stato successivamente incluso nella lista tracce dell'album Musica da giostra, vol. 8 di Dj Matrix.

## Video musicale
Il video, pubblicato il 1º giugno 2021 attraverso il canale YouTube del trio, ha visto la partecipazione dell'ex calciatore Luca Toni, del commissario tecnico della Nazionale Roberto Mancini, del calciatore Alejandro Gómez (già protagonista del video del brano Baila como El Papu) e delle tiktoker Giulia Salemi e Alessia Quitadamo.

## Tracce
Testi di Alessandro Iraci, Alessandro Trolli, Michele Negroni, Daniele Autore e Matteo Giometto, musiche di Matteo Schiavo, Matteo Buzzanca e Ludovico Franchitti.
1. Coro azzurro (feat. Arisa, Ludwig) – 3:11

## Classifiche
| Classifica (2021) | Posizione massima |
| ----------------- | ----------------- |
| Italia            | 50                |